# Klaudia Reynicke
Klaudia Reynicke (née à Lima) est une réalisatrice helvético-péruvienne qui a grandi entre le Pérou, les États-Unis et la Suisse.

## Biographie
Klaudia Reynicke étudie l'anthropologie à l'université de Floride du Sud puis la sociologie à l'Université de Lausanne. 
Elle bifurque ensuite vers le cinéma et obtient en 2010 un Master en réalisation filmique de l’École cantonale d'Art de Lausanne et de la Haute école d'art et de design de Genève . Son projet de diplôme est le court métrage La Chienne programmé aux Journées de Soleure et au festival international de courts métrages Schnit à Berne.
Son premier long métrage de fiction Il nido est présenté en concours dans la section cinéastes du présent au 69e Festival du film de Locarno en 2016.
Son deuxième long métrage intitulé Love Me Tender fait partie de la sélection officielle et compétitive du 72e Festival du Film de Locarno en 2019, de la sélection officielle du Toronto Film Festival section Discovery, de la sélection officielle du BFI London Film Festival, Sevilla International Film Festival et BAFICI International Film Festival. 
Son troisième long métrage, "Reinas", sera présenté en première mondiale à Sundance 2024, en participant à la compétition World Cinema. 

## Filmographie
- 2010 : La Chienne (court-métrage)
- 2012 : Cast Me (court-métrage)
- 2013 : Asi son los hombres? (documentaire)
- 2014 : Mermaids (Sirènes) (documentaire)
- 2016 : Il nido (The Nest)
- 2019 : Love Me Tender
- 2022 : La Vie devant
- 2024 : Reinas

## Nominations et récompenses
- 2013 : Prix du public pour ¿Así son los hombres? (Les hommes sont-ils ainsi ?) au festival Filmar[4]
- 2015 : Nommée au Festival du film indépendant de Los Angeles pour Cast Me[5]
- 2016 : Il Nido (Le Nid) nommé pour le Léopard d'or au festival du Film de Locarno[6]
- 2019 : Love me tender nommé pour le Léopard d'or au festival du film de Locarno[7]
- 2020 : Love me tender nommé pour le Prix du Cinéma Suisse.
- 2020 : Love me tender nommé pour le Prix du Public au festival Journées de Soleure[8]